# Krainea Martînka, Irșava
Krainea Martînka (în ucraineană Крайня Мартинка) este un sat în comuna Ciornîi Potik din raionul Irșava, regiunea Transcarpatia, Ucraina.

## Demografie
Componența lingvistică a localității Krainea Martînka
     Ucraineană (99,48%)
     Alte limbi (0,34%)
Conform recensământului din 2001, majoritatea populației localității Krainea Martînka era vorbitoare de ucraineană (99,48%), existând în minoritate și vorbitori de alte limbi.